# Photoscotosia metachryseis
Photoscotosia metachryseis là một loài bướm đêm trong họ Geometridae.